# Couronne tchèque
Pour les articles homonymes, voir CZK.

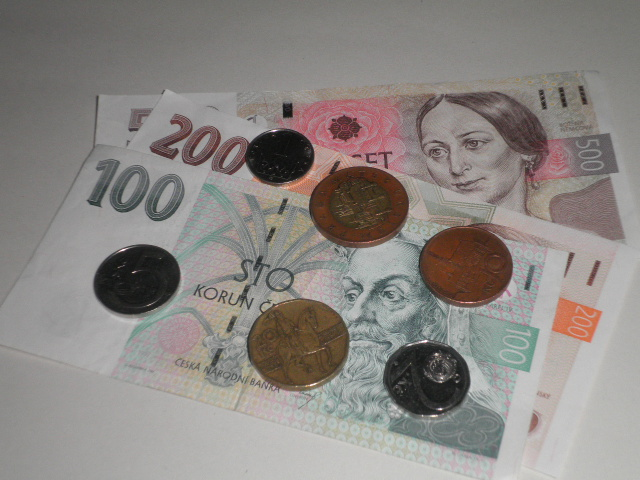
Billets et pièces.

La couronne tchèque (en tchèque : koruna česká, symbole : Kč, code ISO : CZK) est la monnaie nationale de la Tchéquie depuis 1993. La couronne tchèque est divisée en 100 haléřů (génitif pluriel : haléř au singulier, haléře au nominatif pluriel).

## Histoire
La couronne tchèque a remplacé en 1993 la couronne tchécoslovaque en Tchéquie à la suite de la dissolution de la Tchécoslovaquie. Elle a été créée avec une parité par rapport à la couronne slovaque.
La Tchéquie est membre de l'Union européenne depuis mai 2004, mais n'étant pas membre de l'Union monétaire européenne, la couronne tchèque est la seule unité monétaire légale du pays.
L'euro pourra être amené à remplacer la couronne tchèque dans les prochaines années lorsque la Tchéquie remplira les critères d'admission au mécanisme de taux de change européen (MCE II) et si elle le demande ; un des principaux partis du pays, le Parti démocratique civique (ODS) y est opposé.

Évolution du taux de change de l'euro par rapport à la couronne tchèque entre 1999 et 2012. On observe une tendance générale à la baisse, ce qui signifie que la couronne tchèque s'est fortement appréciée (c'est-à-dire a pris de la valeur) par rapport à l'euro.

## Billets de banque
Les billets en circulation sont :

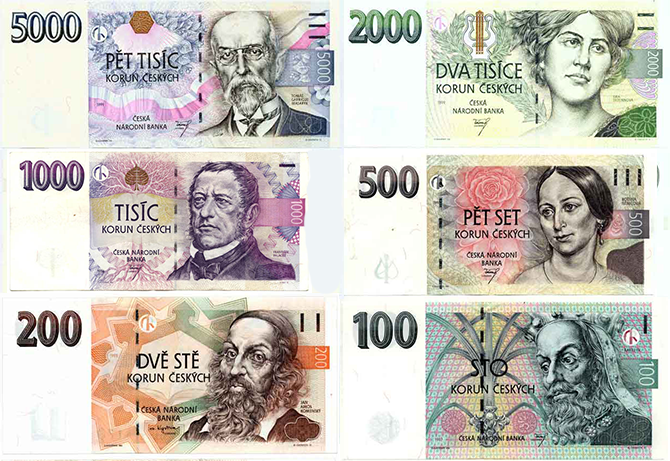
Billets en circulation en 2014.

- 5 000 Kč (Billet représentant Tomáš Masaryk, premier président de la Tchécoslovaquie) ;
- 2 000 Kč (Billet représentant  Emmy Destinn, cantatrice du XIXe siècle) ;
- 1 000 Kč (Billet représentant František Palacký, historien et homme politique tchèque du XIXe siècle) ;
- 500 Kč (Billet représentant Božena Němcová, écrivaine du XIXe siècle) ;
- 200 Kč (Billet représentant Comenius, philosophe et théologue du XVIIe siècle) ;
- 100 Kč (Billet représentant Charles IV, empereur du Saint-Empire du XIVe siècle).

Les billets de 20 et 50 Kč n'ont plus cours légal.